# 瓦尔沃奥特
瓦尔沃奥特是德国石勒苏益格－荷尔斯泰因州的一个市镇。总面积4.57平方公里，总人口288人，其中男性146人，女性142人（2011年12月31日），人口密度63人/平方公里。